# Neurophysik
Die Neurophysik ist ein Teilbereich der Biophysik und der Neurowissenschaft, welcher sich mit der Anwendung und Weiterentwicklung  physikalischer Konzepte und Messmethoden zur Erforschung des Nervensystems beschäftigt. Aufgrund der Interdisziplinarität der Neurowissenschaft wird die Bezeichnung Neurophysik relativ selten verwendet. Dennoch tragen einige Abteilungen oder Arbeitsgruppen öffentlicher Institute in Deutschland die Bezeichnung in ihrem Namen.

## Begriff

### Begriff in der Neurowissenschaft
Da die Neurowissenschaft stark interdisziplinär arbeitet, wird innerhalb der Neurowissenschaft meist gar nicht zwischen Disziplinen wie Neurobiologie, Neurophysik, Neuropharmakologie usw. unterschieden. Soll allerdings auf die methodische Arbeitsweise einer bestimmten Disziplin (wie der Biologie, Physik, Pharmakologie usw.) Bezug genommen werden, so wird dennoch oft eine solche Unterscheidung getroffen. 
Während die meisten Bereiche der Neurowissenschaften aufgrund ihrer Arbeitsweise eher der Neurobiologie zugerechnet werden, so wird zum Beispiel die theoretische Neurowissenschaft eher der Neurophysik zugerechnet, da die verwendeten Konzepte und Methoden hauptsächlich der theoretischen Physik komplexer Systeme entstammen. Auch die Erforschung vieler Phänomene auf zellulärer Ebene wie Ionenkanaldynamiken oder Zellmotilität wird als Neuro(bio)physik bezeichnet, wenn die verwendeten Methoden aus der experimentellen Biophysik stammen. Teilweise wird auch von Neurophysik gesprochen, wenn die gemessenen Größen "typisch physikalische" Größen wie elektrische Spannung, Geschwindigkeit oder mechanische Spannung sind.

### Begriff in der Physik
Um innerhalb einer Disziplin wie der Physik auf den konkreten Forschungsbereich zu verweisen, verwendet man Bezeichnungen für Themenbereiche wie Biophysik, Teilchenphysik, Materialphysik usw. Im Zuge der zunehmenden Bedeutung der Neurowissenschaft wird mit der Bezeichnung Neurophysik konkret Bezug auf die physikalische Erforschung neuronaler Systeme als einem eigenständigen Themenbereich genommen, welcher ansonsten der Biophysik und/oder der Physik komplexer Systeme zugerechnet werden würde. 